# Mister Ignis - L'operaio che fondò un impero
Mister Ignis - L'operaio che fondò un impero è una miniserie televisiva italiana, liberamente ispirata al libro Mister Ignis: Giovanni Borghi nell'Italia del miracolo di Gianni Spartà, prodotta dalla Rai e trasmessa su Rai 1 il 12 e 13 maggio 2014.
Racconta la storia di Giovanni Borghi, imprenditore italiano fondatore della storica azienda Ignis, produttrice di elettrodomestici per la casa.

## Trama
La famiglia Borghi - il padre Guido e i suoi tre figli Giovanni, Gaetano e Giuseppe - fabbrica fornelli elettrici in una piccola bottega al centro di Milano e li vende con successo in città.
Con l'arrivo della seconda guerra mondiale, l'officina dei Borghi è semidistrutta da un bombardamento. La famiglia abbandona Milano e si rifugia nella vicina campagna di Varese. Giovanni sprona il padre e i fratelli a rimboccarsi le maniche e a riprendere la produzione di fornelli elettrici, barattati con generi alimentari.
Nell'incertezza della guerra, Giovanni getta le basi per la grande fabbrica che aveva in mente, da dedicare alla produzione di fornelli a gas, frigoriferi, lavatrici e altri elettrodomestici. Inizia la sua grande avventura da “cumenda”, come viene soprannominato dai suoi operai, trasformando la piccola officina in una realtà industriale in grado, tra gli anni cinquanta e sessanta, di offrire lavoro a diecimila operai ed esportare in ottanta Paesi, con un fatturato annuo di quaranta miliardi di lire.

## Distribuzione
L'Auditel ha certificato che la puntata del 12 maggio 2014 ha avuto 5.140.000 telespettatori con il 19,48% di share e quella del 13 maggio 2014 5.200.000 telespettatori con il 20,14% di share.